# هوشیدر ماه
اوشیدرماه یا هوشیدرماه دومین موعود دین زردشتی است. سی سال مانده به پایان هزاره اوشیدر دوشیزه بهدینی به نام وه پد (کسی که پدر خوب دارد) که نسبش به زردشت می‌رسد در آب کیانسه شنا می‌کند و از آن می‌خورد و نطفه زردشت وارد بدن او می‌شود و از این دوشیزه ۱۵ ساله اوشیدر ماه یا هوشیدرماه به دنیا می‌آید. وقتی که اوشیدرماه ۳۰ ساله می‌شود خورشید به مدت ۲۰ شبانه روز در اوج آسمان می‌ایستد تا بهدینان بدانند که هزاره اوشیدر به پایان رسیده‌ است. به برکت گفتگوی اوشیدرماه با اورمزد ۶ سال بهار مداوم برای گیاهان خواهد بود. معنی هوشیدر یعنی در هوش یا علم که باب علم معنی می‌دهد.

## ریشه نام
نگارش اوستایی این نام اوخشیت نمنگه یا اوخشیت نمه (Ukhshyat nemah) است و به معنای کسی است که نماز و ستایش را می‌افزاید و می‌پروراند. در نوشته‌های پارسی میانه نگارش آن خورشیتماه و اوشیترماه است و امروزه اوشیدرماه یا هوشیدرماه گفته می‌شود. پورداوود می‌افزاید که می‌بایستی این نام اوشیدرنماز گفته شود چراکه واژه اوستایی (نمگنه) بمعنی نماز است.